# Genetta servalina
Genetta servalina là một loài động vật có vú trong họ Cầy, bộ Ăn thịt. Loài này được Pucheran mô tả năm 1855.